# Người Betsileo
Người Betsileo là một dân tộc vùng cao địa của Madagascar, là dân tộc lớn thứ ba về số dân, với khoảng 1.5 triệu người và chiếm khoảng 12,1% dân số Madagascar. Cái tên "Betsileo" có nghĩa là "Những người bất bại", xuất phát từ việc vua Ramitraho của vương quốc Menabe đã không thể đánh bại người Betsileo.

## Địa bàn cư trú

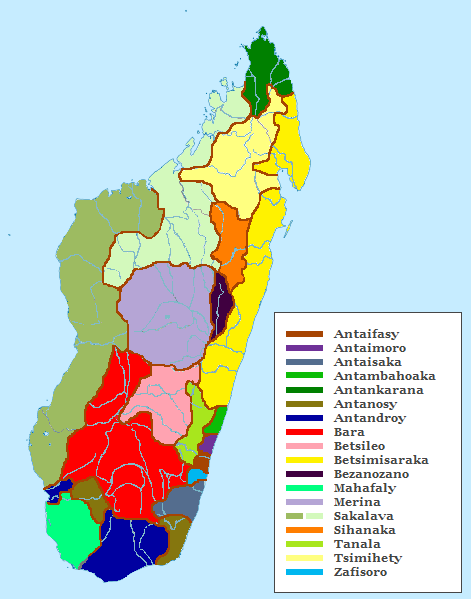
Phân bố của các dân tộc Malagasy: the Betsileo màu hồng ở trung tâm

Người Betsileo định cư tại miền nam cao nguyên Madagascar. Địa bàn cư trú truyền thống của họ kéo dài từ sông Mania ở phía bắc đến chân khối núi Andringitra ở phía nam; từ Bongolava ở phía tây đến rừng Đông ở phía đông, nơi cư ngụ của người Tanala. Đa phần vùng sinh sống của người Betsileo nằm trong tỉnh cũ Fianarantsoa.

## Lịch sử
Nhiều vương quốc Betsileo (Fandriana, Fisakana, Manandriana, Isandra,...) từng tồn tại độc lập với lịch sử truyền miệng kéo dài từ thế kỷ 17. Tất cả đều bị chinh phục và tái tổ chức của vua Radama I của Merina. Nhiều người Betsileo bị ép trở thành nô lệ và bị đem bán, hoặc nội địa hoặc cho các thương buôn châu Âu. Radama I chọn Fianarantsoa làm thủ phủ hành chính cho người Betsileo miền trung và nam. Thủ phủ miền bắc là Antsirabe.

## Xã hội

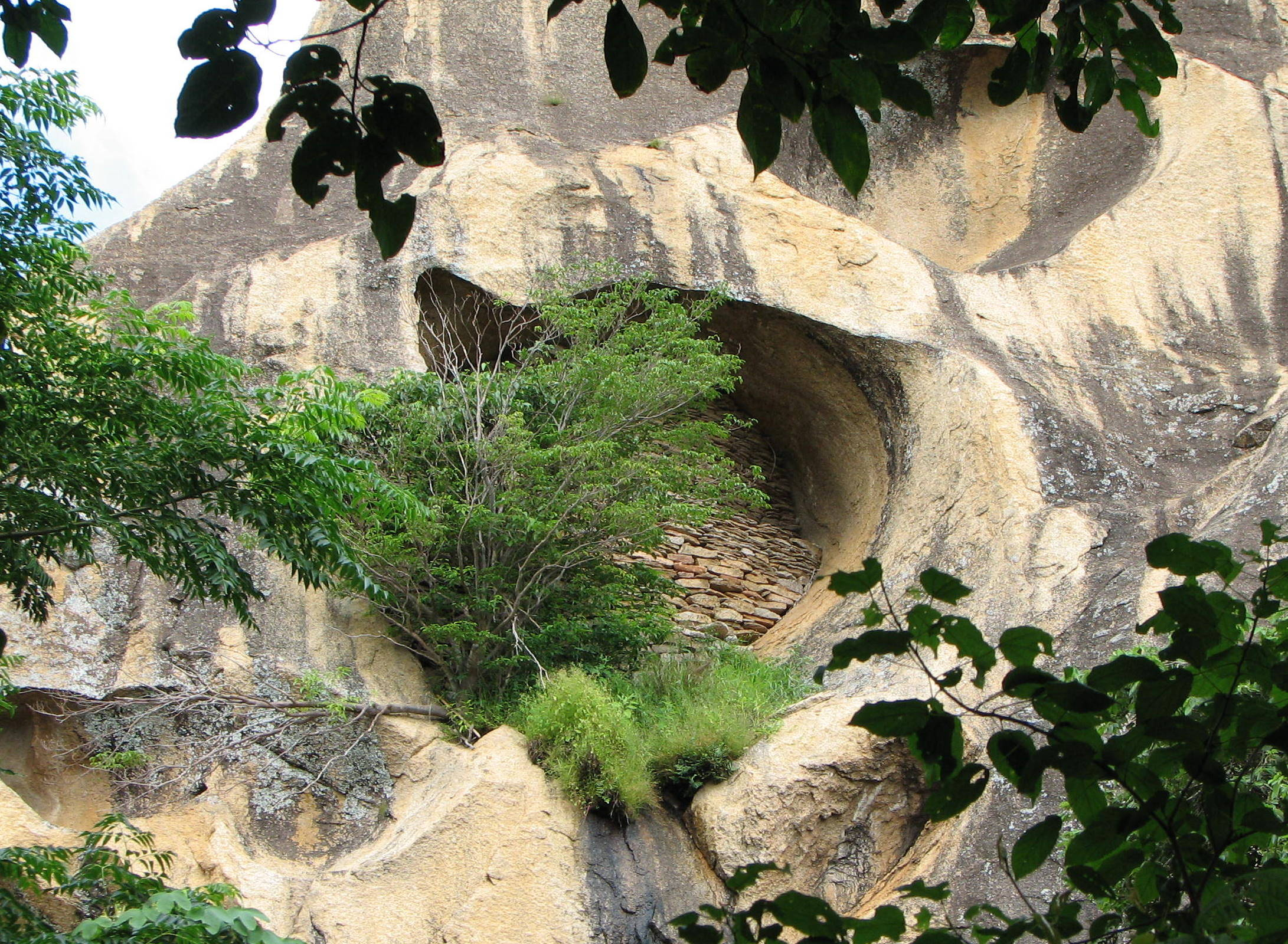
Mộ người Betsileo

Văn hóa Betsileo có liên quan chặt chẽ đến văn hóa Merina, do cả hai đều là nhóm người cao địa. Cấu trúc xã hội Betsileo đặc trưng ở một hệ thống phức tạp trong quan hệ họ hàng và gia đình. Mối quan hệ gần gũi giữa các thành viên gia đình trãi dài từ giao tiếp xã hội đến vai trò trong quản lý công việc. Đa số người Betsileo phải tham gia cùng các họ hàng của mình trong công việc chung. Cũng có sự nhấn mạnh vào vai trò lãnh đạo cộng đồng của những người lớn tuổi.

### Phân cấp xã hội
Xã hội Betsileo bị ảnh hưởng bởi lịch sử nô lệ trước bị điều này bị phá bỏ trong quá trình thực dân hóa của Pháp. Người Betsileo có hệ thống tổ chức xã hội dựa trên giai cấp. Giai cấp của một cá nhân được quyết định bởi giai cấp của tổ tiên họ. Về mặt lịch sử, có ba giai cấp: andriana (quý tộc), hova (người tự do) và andevo (nô lệ). 

## Ngôn ngữ
Người Betsileo nói một phương ngữ tiếng Malagasy riêng. Tiếng Malagasy là một ngôn ngữ Malay-Polynesia, và là một phần của nhóm ngôn ngữ Đông Barito xuất phát từ nam Borneo.

## Kinh tế
Người Betsileo chủ yếu làm nông. Chỗ dựa kinh tế của họ là nghề trồng lúa, loại thức ăn chính tại Madagascar. Kích thước ruộng lúa và năng xuất lúa của một gia đình cho biết tình trạng của gia đình đó.